# Ismaïl Benlamaalem
Ismaïl Benlamaalem (en árabe: إسماعيل بلمعلم‎, nacido el 1 de febrero de 1988 en Casablanca, Casablanca-Settat) es un futbolista marroquí. Juega de defensa y su equipo actual es el Ittihad Tanger de la Liga de Fútbol de Marruecos.

## Trayectoria

### Clubes
| Club                 | País                   | Año           |
| -------------------- | ---------------------- | ------------- |
| Raja Casablanca      | Marruecos              | 2008-2015     |
| Baniyas (préstamo)   | Emiratos Árabes Unidos | 2012-2013     |
| Al-Wakrah (préstamo) | Catar                  | 2014-2015     |
| Qatar SC             | Catar                  | 2015-2016     |
| Ittihad Tanger       | Marruecos              | 2016-presente |

### Selección nacional
| Selección | País      | Año             |
| --------- | --------- | --------------- |
| Absoluta  | Marruecos | 2012 - Presente |

## Palmarés

### Títulos nacionales
| Título                      | Club            | País      | Año  |
| --------------------------- | --------------- | --------- | ---- |
| Liga de Fútbol de Marruecos | Raja Casablanca | Marruecos | 2009 |
| Torneo Antifi               | Raja Casablanca | Marruecos | 2010 |
| Liga de Fútbol de Marruecos | Raja Casablanca | Marruecos | 2011 |

### Títulos internacionales
| Título                 | Club (*)               | Sede | Año  |
| ---------------------- | ---------------------- | ---- | ---- |
| Copa de Naciones Árabe | Selección de Marruecos | Yeda | 2012 |

(*) Incluyendo la selección